# Maribel Parra de Mestre
Maribel Parra de Mestre (sinh ngày 24 tháng 8 năm 1965) là một sĩ quan hải quân và là giám đốc điều hành công ty dầu mỏ người Venezuela. Bà tốt nghiệp thứ 11 trong lớp học tại Học viện Quân sự của Hải quân Bolivarian và sự nghiệp hải quân của bà bao gồm kinh nghiệm trong lĩnh vực hậu cần, như một trợ lý cho Đệ Nhất phu nhân Venezuela và phó chỉ huy của các học viên tại học viện hải quân. Vào năm 2011, bà trở thành người phụ nữ đầu tiên từ Zulia đạt được cấp bậc đô đốc phía sau và vào năm 2014 là người phụ nữ Venezuela đầu tiên được thăng chức cấp phó đô đốc. Là người ủng hộ cựu tổng thống Hugo Chávez, bà được bổ nhiệm bởi người kế nhiệm Chavez, Nicolás Maduro, là phó chủ tịch điều hành của công ty dầu mỏ quốc doanh PDVSA năm 2017. Điều này được giải thích bởi một số người trong quân đội.

## Đầu đời và sự nghiệp
Maribel Parra de Mestre sinh ngày 24 tháng 8 năm 1965 với cha mẹ là Guillermo Parra và Ledia Perozo tại Bệnh viện Trung ương ở Maracaibo ở Zulia. Bà đã hoàn thành giáo dục tiểu học và mầm non tại Trường Simon Rodriguez và giáo dục trung học tại Học viện José Ramón Yépez ở Zulia. Sau khi tốt nghiệp trung học vào tháng 6 năm 1982, bà đã chọn vào Học viện Quân sự của Hải quân Bolivia hơn là Đại học Zulia. Bà tốt nghiệp vào ngày 5 tháng 7 năm 1986, thứ 11 trong lớp có vài trăm người.
Parra de Mestre được giao nhiệm vụ như một alférez de navío (tương đương với một trung úy hoặc trung úy) với chuyên gia về điện tử. Bà đã hoàn thành khóa đào tạo hàng hải vào năm 1988 và sau đó tốt nghiệp Đại học thực nghiệm quốc gia của lực lượng vũ trang với bằng thạc sĩ và được thăng cấp bậc trung úy. Sau khi thăng cấp lên cấp bậc trung úy mà bà phục vụ như một phụ tá cho Đệ Nhất phu nhân Venezuela. Parra de Mestre sau đó được thăng chức lên thuyền trưởng và đi đến Hoa Kỳ trong một năm để theo học tại Học viện Hợp tác an ninh Tây bán cầu. Sau khi trở về Venezuela, bà trở thành phó chỉ huy của tiểu đoàn hải quân học viện hải quân và sau khi thăng cấp lên cấp bậc đại úy, trở thành giám đốc bộ phận cung cấp và ủy ban của Hải quân. Sau đó, bà trở thành người đứng đầu bộ phận hậu cần cho Bộ binh Vargas.